# Eudule herona
Eudule herona là một loài bướm đêm trong họ Geometridae.